# Tipula bilobata
Tipula bilobata är en tvåvingeart som beskrevs av Pokorny 1887. Tipula bilobata ingår i släktet Tipula och familjen storharkrankar. Inga underarter finns listade i Catalogue of Life.